# Kriegsgräberstätte Parnewinkel

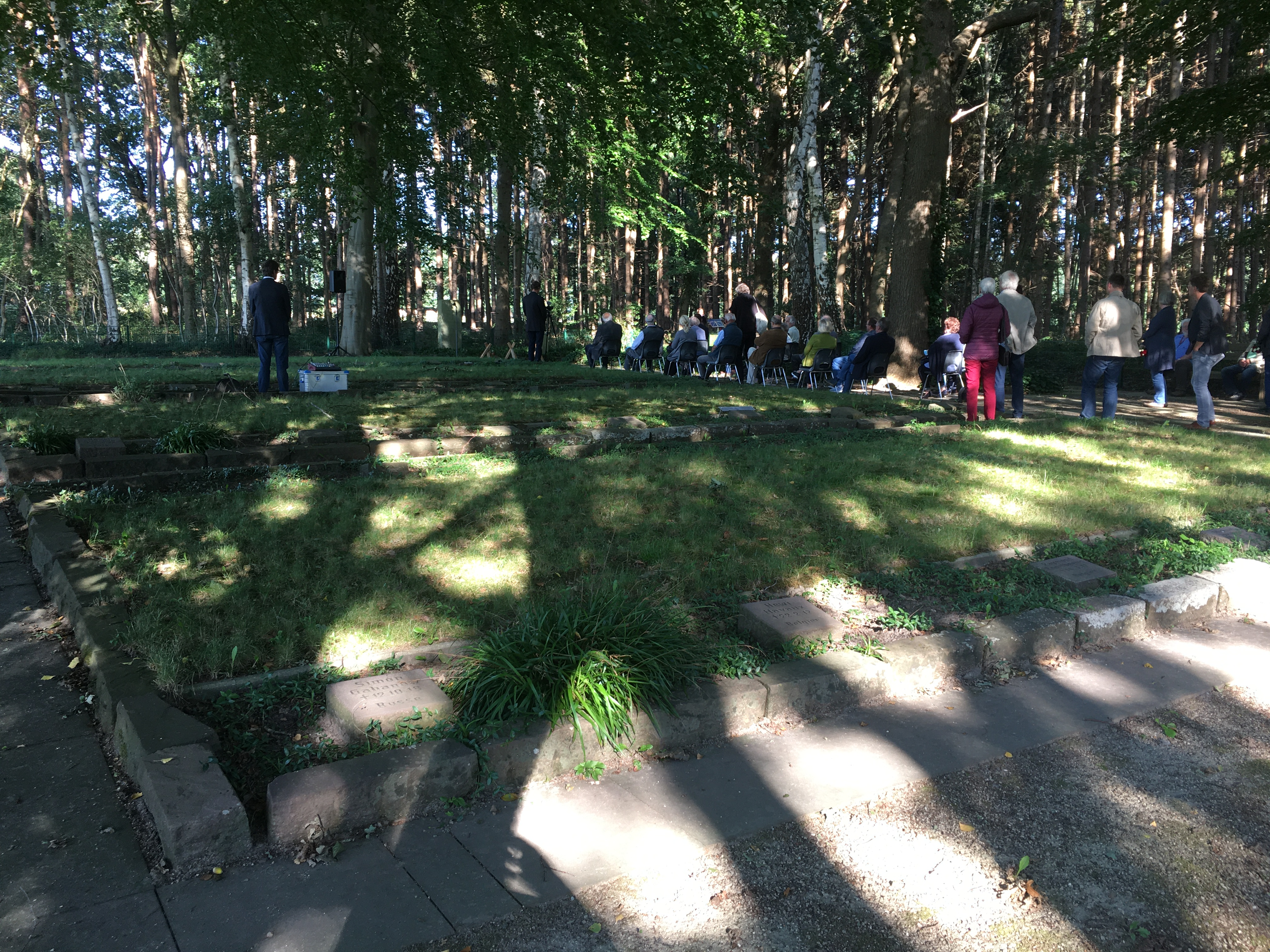
Die Kriegsgräberstätte Parnewinkel während einer Gedenkveranstaltung

Die Kriegsgräberstätte Parnewinkel ist ein Friedhof, auf dem Kriegsgefangene aus beiden Weltkriegen begraben liegen. Er befindet sich nahe dem Ortsteil Parnewinkel der Gemeinde Selsingen. Die Kriegsgräberstätte wird vom Volksbund Deutsche Kriegsgräberfürsorge betreut. Sie ist von der Bundesstraße 71 über einen Feldweg zu erreichen und ist kurz vor Selsingen ausgeschildert.

## Geschichte
Zwölf russische und drei belgische Kriegsgefangene des Ersten Weltkrieges aus den Gefangenenlagern Parnewinkel und Haßel, die vor allem aufgrund der schlechten Unterbringungs-, Verpflegungs- und Hygienebedingungen starben, liegen auf der Kriegsgräberstätte Parnewinkel begraben.
Mit Einrichtung des Kriegsgefangenenlagers Stalag X B Sandbostel 1939 wurde der Lagerfriedhof in Parnewinkel erneut für die Bestattung Kriegsgefangener genutzt. 18 Serben, 13 Polen, zwölf Angehörige der Roten Armee, drei Belgier und ein Chinese sind in Einzelgräbern bestattet. In einem Massengrab wurden etwa 40 sowjetische Kriegsgefangene begraben.
Ab 1941 wurde in Sandbostel der neue Lagerfriedhof Sandbostel eingerichtet.
Nach Ende des Zweiten Weltkrieges wurden auf dem ehemaligen Lagerfriedhof in Parnewinkel Umbettungen vorgenommen. Gräberdienste aus Frankreich, Belgien und Großbritannien exhumierten die Leichname von Kriegsgefangenen ihrer jeweiligen Nationen und betteten sie in ihre Heimatländer um.
Auf der Kriegsgräberstätte Parnewinkel finden, wie auf der Kriegsgräberstätte Sandbostel, Gedenkveranstaltungen statt.